# Paul Lapeira
Paul Lapeira (Fougères, França, 25 de maio de 2000) é um ciclista profissional francês que compete com a equipa AG2R Citroën Team.

## Biografia
Paul Lapeira começou a andar em bicicleta à idade de 7 anos no Vélo Club Saint-Hilaire-du-Harcouët.

## Palmarés
- 2021
  - Piccolo Giro de Lombardia

## Resultados em Grandes Voltas
| Corrida | Corrida         | 2022 | 2023 |
| ------- | --------------- | ---- | ---- |
|         | Giro d'Italia   | —    | Ab.  |
|         | Tour de France  | —    | —    |
|         | Volta a Espanha | —    | —    |

—: não participa

Ab.: abandono

## Equipas
- AG2R Citroën Team (stagiaire) (08.2021-12.2021)
- AG2R Citroën Team (2022-)